# Canal del Víshera

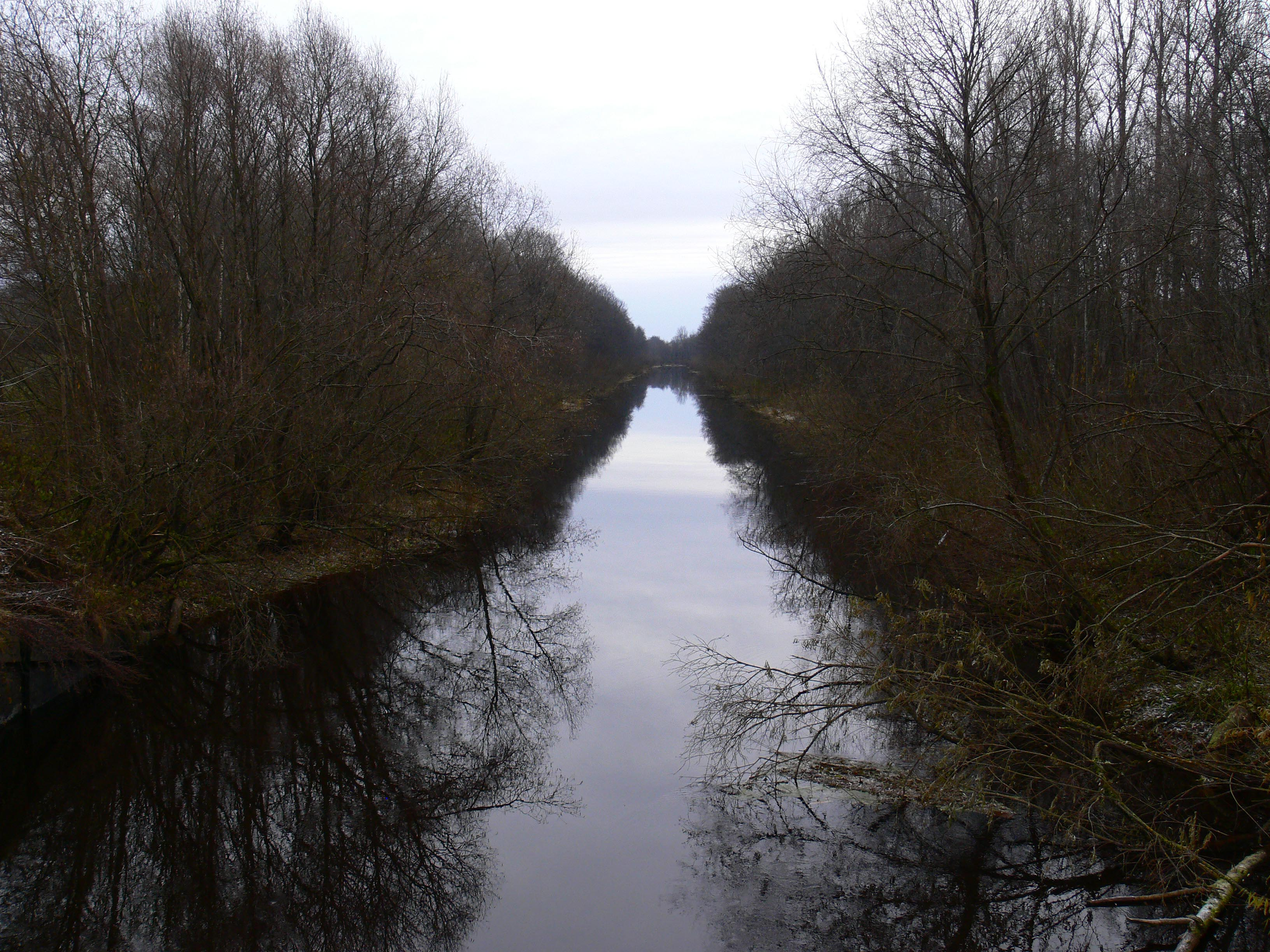
Canal del Víshera.

El canal del Víshera (del ruso: Вишерский канал) es un canal del óblast de Nóvgorod, en Rusia. Forma parte del sistema de canales Vishnevolotsk.
Servía para conectar la vía fluvial del río Msta con el Víshera, que desemboca en el río Mali Vóljovets, brazo derecho del río Vóljov y del que se accede al lago Ilmen. La longitud del canal es de 15.5 km. Comienza a 27 km de la desembocadura del río Msta cerca de la aldea de Bory y finaliza en la aldea de Savino sobre el río Víshera. A orillas del canal del Víshera se encuentra la aldea Mshaga.
Fue construido entre 1826 y 1836, iniciándose en 1840 trabajos de corrección en los que tomó parte Antón Shtukenberg.  La orilla izquierda del canal se adhiere a lo largo de 14 km a la parte vieja de la autopista federal М10, Moscú — San Petersburgo). En la actualidad el canal ya no se usa para la navegación.